# نبيل الوهابي
نبيل الوهابي (بالإنجليزية: Nabil Elouahabi)‏ هو ممثل بريطاني، ولد في 6 فبراير 1975 بإنجلترا في المملكة المتحدة.

## أعمال

### مسلسلات
- في ليلة

## وصلات خارجية
- نبيل الوهابي على موقع IMDb (الإنجليزية)
- نبيل الوهابي على موقع ألو سيني (الفرنسية)
- نبيل الوهابي على موقع أول موفي (الإنجليزية)
- نبيل الوهابي على موقع قاعدة بيانات الأفلام السويدية (السويدية)
- نبيل الوهابي على موقع قاعدة بيانات الفيلم (الإنجليزية)
- نبيل الوهابي على موقع كينوبويسك (الروسية)